# Canal Inferior del Ganges
El canal Inferior del Ganges (Lower Ganges Canal) és un canal de reg al sud i est del Doab a Uttar Pradesh.
Es va construir a partir del 1866 i va ser obert el 1878. Agafa l'aigua del Ganges a Naraura. Una branca anomenada Pitehgarh, de 98 km, se'n separa al km. 40; al km 55 el canal és conduït per un aqüeducte a través del Kali Nadi a Nadrai i a 10 km més avals se'n separa la branca Bewar de 105 km. Al km 88 el canal principal es troba amb una antiga branca anomenada Cawnpore, del Canal Superior del Ganges, a Gopalpur; llavors passa a la branca Etawah del mateix canal i llavors agafa el nom de branca Bhohnipur que acaba prop de Cawnpore. El 1895 es va iniciar la branca de Fatehpur, continuació de la de Cawnpore, oberta el 1898.